# Joaquín Gutiérrez Mangel
Œuvres principales
Joaquín Gutiérrez Mangel (Puerto Limón, 30 mars 1918 – 16 octobre 2000, San José) est un écrivain costaricien, créateur du fameux personnage de lecture pour enfants Cocorí. Membre de l'Académie costaricienne de la Langue et Prix National de Culture Magón 1975, il est un homme à plusieurs visages, joueur d'échecs, journaliste, chroniqueur de guerre, romancier, auteur de contes, poète, traducteur, éditeur, professeur universitaire et homme politique.  Ses récits sont un témoignage de son parcours, de la vie quotidienne, des chroniques et des mémoires.  Son dernier livre, Los azules días (littéralement: Les journées bleus), paru en 1999, sont des mémoires qui évoquent l'histoire de l'émigration des familles françaises Bonnefil et Mangel au Costa Rica.
En 1999, le quotidien costaricien La Nacion le nomme la plus grande figure littéraire masculine du XXe siècle au Costa Rica, équivalent du point de vue féminin à Carmen Lyra avec laquelle Joaquín Gutiérrez Mangel entretient une grande amitié.

## Biographie
Fils de Francisco de Paula Gutiérrez Ross et d'Estela Mangel Rosat, d'origine française, il naît sur la côte des Caraïbes, mais il a neuf ans quand sa famille s'installe dans la capitale San José où il étudie au Collège Séminaire des frères lazaristes de Saint-Vincent-de-Paul. 
Il obtient son baccalauréat en 1934 au Lycée du Costa Rica où il fait preuve déjà d'affinités pour les mouvements de gauche.  Il abandonne ses études en Droit lors d'une grève universitaire. Il passe ensuite une année aux États-Unis, où son père l'envoie pour étudier.
Membre de la génération littéraire costaricienne de 1940, il publie son premier recueil Poésies en 1937, et son second recueil de poèmes, Jicaral  l'année suivante. Au même moment, Gutiérrez Mangel se consacre aux échecs — il fut champion du Costa Rica en 1939 —, il occupe aussi un emploi à la Banque du Costa Rica et milite au sein du Parti Communiste, dont il est plus tard candidat à la vice-présidence de la nation à deux reprises.
En 1939, il séjourne en Argentine pour participer à l'Olympiade mondiale d'échecs. Il avait tout arrangé pour, une fois la compétition terminée, se rendre en France où l'attend un travail « dans une usine de peignes », dans les Alpes, que lui a déniché un parent de sa mère, mais le 3 septembre 1939 éclate la Seconde Guerre mondiale et tous ses plans sont donc balayés.
Il part en lieu et place pour le Chili qui deviendra sa « deuxième patrie » et où il publiera presque tous ses romans.  Il rencontre Elena Nascimento — fille du propriétaire de la prestigieuse librairie et éditoriale que porte son nom — avec qui il se marie le 31 décembre 1941 et avec qui il aura deux filles, Alejandra (écrivaine et actrice de théâtre) et Elena (danseuse),.
Au Chili, il est traducteur des câbles des agences d'information telles que Reuters, UPI et Associated Press. Il est aussi éditeur de l'éditoriale Nascimento et — pendant le gouvernement de l'Unité Populaire de Salvador Allende, qui était son ami — directeur de Quimantú. 
Ami de Pablo Neruda depuis le décennie des années 1940 jusqu'à la mort du grand poète chilien en 1973, celui-ci lui écrit une préface pour son livre La hoja de aire (littéralement: La Feuille d'air), publié au Chili en 1968. 
Comme journaliste, il travaille pour l'organe officiel du PC chilien, El Siglo.  Il séjourne en URSS en 1962, ainsi qu'en Chine où il est envoyé pour couvrir la guerre de Viêtnam.
Gutiérrez Mangel quitte le Chili après le coup d’État militaire du 11 septembre 1973, dirigé par le général Augusto Pinochet contre le gouvernement d'Allende. 
De retour au Costa Rica, il participe activement à la vie culturelle et politique du pays et est, entre autres choses, professeur de l'Université du Costa Rica et candidat à la vice-présidence du pays par la coalition de gauche de Pueblo Unido aux élections de 1982 et 1986. Il est choisi membre de l'Académie Costaricienne de la Langue, mais Gutiérrez Mangel ne prend jamais vraiment en charge cette fonction.
Gutiérrez Mangel est aussi traducteur, particulièrement des œuvres de Shakespeare ; ainsi, à San José, il publie ses versions en espagnol de Hamlet (1982), Macbeth (1984), Le Roi Lear, (1991) et Jules César (1993). 
Il meurt à l'âge de 82 ans d'un arrêt cardiorespiratoire produit par une infection aux poumons à l'Hôpital Calderon Guardia après y avoir été admis pour une semaine en traitement. Ses obsèques se déroulent le mardi 17 octobre 2000 au Cimetière Général au panthéon Bonnefil, propriété de sa famille d’origine française, après avoir été veillé au Théâtre national du Costa Rica, où un buste en bronze, avec un iguane, orne aujourd'hui le jardin.

## Œuvre
- Poesía (1937)
- Jicaral (1938)
- Cocorí (1947), recueil de nouvelles pour enfants
- Manglar (1947), roman
- Puerto Limón (1950), roman
- Del Mapocho al Vístula (1953)
- La hoja de aire (1968), recueil de nouvelles avec un préface de Pablo Neruda
- Murámonos, Federico (1973)
- Volveremos (1974)
- Te conozco mascarita (1977), poésie
- Te acordarás, hermano (1978), roman
- Chinto Pinto (1982), anthologie pour enfants
- Vietnam. Crónicas de guerra (1988)
- Crónicas de otro mundo (1999)
- Los azules días (1999), mémoires

## Prix et distinctions
- Champion National d'Échecs du Costa Rica 1939
- Prix Rapa Nui 1947 pour Cocorí
- Prix Roman de l'Éditoriale Costa Rica en 1972 pour Allons mourir, Federico
- Prix Nationale de Culture Magón 1975
- Prix Casa de las Américas 1977
- Prix National Aquileo J. Echeverría 1968 pour La Feuille d'air
- Docteur Honoris Causa de l'Université du Costa Rica, 1992
- Prix Mondiale de Littérature José Martí 1997
- Galerie Costaricienne du Sport en 1996
- Le journal costaricien La Nacion le nomme en 1999 la figure littéraire masculine la plus importante du XXe siècle au Costa Rica